# Ferrovia Gemona del Friuli-Casarsa
La ferrovia Gemona del Friuli-Casarsa è una ferrovia a scartamento ordinario, nel territorio regionale del Friuli-Venezia Giulia. La tratta da Gemona a Pinzano al Tagliamento è in esercizio, mentre la tratta Casarsa-Pinzano è stata dismessa.

## Storia
| Tratto                    | Inaugurazione    | Inaugurazione |
| ------------------------- | ---------------- | ------------- |
| Casarsa-Spilimbergo       | 12 gennaio 1893  |               |
| Spilimbergo-Pinzano       | 16 gennaio 1912  |               |
| Pinzano-Gemona del Friuli | 1º novembre 1914 |               |
| Manuale                   |                  |               |

La prima tratta, da Casarsa a Spilimbergo con le stazioni di Valvasone, San Martino (fermata) e San Giorgio della Richinvelda, fu inaugurata nel gennaio 1893. I successivi due lotti, da Spilimbergo a Pinzano al Tagliamento (con la stazione di Valeriano) e da Pinzano a Gemona furono completati rispettivamente nel gennaio del 1912 e il 1º novembre 1914. Il piazzale della stazione di Majano (a Rivoli di Osoppo), successivamente fu interessato da lavori di ampliamento perché in questa stazione doveva innestarsi la linea, rimasta incompiuta, Majano-Udine.
Ebbe notevole importanza nella movimentazione militare nel corso delle due guerre mondiali e nella movimentazione di passeggeri tra la Pedemontana e la pianura friulana.
La sola tratta tra Casarsa e Pinzano fu chiusa al traffico passeggeri nel 1967 ed al traffico merci nel 1987.
La tratta chiusa è ancora armata, si è valutato anche un progetto di riqualificazione per convertirla in pista ciclabile, poi non realizzato. Un'altra proposta è quella di trasformare il tratto da Pinzano a Casarsa in una ferrovia turistica.
La tratta Pinzano-Gemona rimasta in servizio fu gravemente danneggiata dal terremoto del 1976 e viene normalmente considerata come parte della ferrovia Gemona del Friuli-Sacile, anche per il fatto che il dirigente centrale operativo di tali linee è comune e localizzato nella stazione di Pinzano. La linea attualmente in servizio è costituita da un binario unico non elettrificato. La breve tratta tra Gemona e Osoppo è invece elettrificata per favorire la circolazione dei treni merci diretti al raccordo con la zona industriale di Rivoli.
Il 6 luglio 2012 nei pressi della stazione di Meduno, posta sulla linea Sacile-Pinzano, si verificò lo svio di un treno a causa di una frana sulla sede ferroviaria. Di conseguenza, il servizio ferroviario fu sospeso e sostituito da un autoservizio.
Il 7 ottobre 2016 la Regione Friuli Venezia Giulia, RFI e Fondazione FS hanno annunciato la riapertura del tratto usato come parte della Sacile-Gemona non appena saranno terminati i lavori di ammodernamento. La Sacile-Pinzano-Gemona sarà la prima linea in Italia ad essere riaperta sia ai normali scopi di trasporto pubblico locale che come ferrovia turistica.
Il 29 luglio 2018 la linea è stata riaperta al traffico ferroviario turistico nel tratto Gemona-Pinzano.
Il 16 settembre 2021 RFI e Regione Friuli Venezia Giulia hanno annunciato la riapertura al regolare traffico passeggeri, oltre che ai fini turistici, del tratto Gemona-Pinzano entro il 2023.

### Tentativi di recupero del tratto Casarsa-Pinzano
Il 23 settembre 2014, dopo vari altri tentativi di riutilizzo poi non realizzati, si è di nuovo discusso del futuro del tronco Pinzano-Casarsa. Il tentativo di riqualificazione come pista ciclabile non venne realizzato, quindi si propone di riutilizzarla come ferrovia vera e propria o di riattivarla a scopi turistici.
Nel dicembre 2020 la Regione Friuli Venezia Giulia acquista da RFI per 800000 € il sedime ferroviario tra Casarsa e Pinzano al fine di convertirla in pista ciclabile entro il 2022 e collegarla alla prossima completa riattivazione della Sacile-Pinzano, iniziativa però non condivisa all'unanimità per cui secondo alcuni eliminerebbe importanti possibili collegamenti tra i centri abitati e la ferrovia.
Nel settembre 2022 la regione FVG proprietaria del tratto Casarsa Pinzano ha stanziato circa 13 milioni di euro per la realizzazione della pista ciclabile FVG6 sul sedime dell'attuale ferrovia dismessa. I lavori saranno suddivisi in 3 lotti per complessivi circa 29 km totali.

## Caratteristiche
| Unknown route-map component "CONTgq" | Unknown route-map component "STR+r" |  |

| Station on track |

|  | Unknown route-map component "ABZgl" | Unknown route-map component "CONTfq" |

|  | Unknown route-map component "eABZgLl" | Unknown route-map component "exLCONTfq" |

| Unknown route-map component "SKRZ-Au" |

| Non-passenger station/depot on track |

|  | Unknown route-map component "ABZgl" | Unknown route-map component "CONTfq" |

|  | Unknown route-map component "eABZg+Ll" | Unknown route-map component "exLCONTfq" |

| Non-passenger station/depot on track |

| Unknown route-map component "eHST" |

| Unknown route-map component "hKRZWae" |

| Stop on track |

| Unknown route-map component "HSTeBHF" |

| Unknown route-map component "hKRZWae" |

| Unknown route-map component "tSTRa" |

| Unknown route-map component "tSTRe" |

| Unknown route-map component "eHST" |

|  | Enter and exit short tunnel | Unknown route-map component "uexLCONTg" |

|  | Station on track | Unknown route-map component "uexKBHFe" |

| Unknown route-map component "CONTgq" | Unknown route-map component "xABZgr" |  |

| Unknown route-map component "exBHF" |

| Unknown route-map component "exBHF" |

| Unknown route-map component "exHST" |

| Unknown route-map component "exBHF" |

| Unknown route-map component "exHST" |

| Unknown route-map component "exBHF" |

| Unknown route-map component "exDST" |

|  | Unknown route-map component "xABZg+l" | Unknown route-map component "CONTfq" |

| Station on track |

| Unknown route-map component "CONTgq" | Unknown route-map component "ABZgr" |  |

| Continuation forward |

## Traffico
Il servizio passeggeri regionale era svolto da Trenitalia lungo la relazione Sacile-Pinzano-Gemona. Dal luglio 2012 il servizio ferroviario è sostituito da autocorse.